# Калинино (Краснокутский район)
Калинино — обезлюдевшее село в Краснокутском районе Саратовской области, в составе сельского поселения "Интернациональное муниципальное образование".
Население - 0 (2010)

## История
Основано поселенцами-меннонитами в 1871 году как поселение Орлов. Село относилось к Малышинской волости Новоузенского уезда Самарской губернии. В селе имелись молельный дом, паровая и ветряная мельницы. В период существования АССР немцев Поволжья село последовательно входило в состав Куккуского, Зельманского (с 1927 года) и Лизандергейского (с 1935 года) кантонов. По состоянию на 1926 год имелись сельсовет, начальная школа
28 августа 1941 года был издан Указ Президиума ВС СССР о переселении немцев, проживающих в районах Поволжья. Немецкое население было депортировано. После ликвидации АССР немцев Поволжья село Орлов, как и другие населённые пункты Лизандергейского кантона было передано Саратовской области. Впоследствии передано в состав Краснокутского района.

## Физико-географическая характеристика
Село расположено в Низком Заволжье, в пределах Сыртовой равнины, относящейся к Восточно-Европейской равнине, на высоте около 85 метров над уровнем моря. Рельеф местности равнинный, практически плоский. Почвы тёмно-каштановые.
По автомобильным дорогам расстояние до районного центра города Красный Кут — 46 км, до областного центра города Саратов — 79 км. До села Интернациональное - 12 км.
Часовой пояс
Калинино, как и вся Саратовская область, находится в часовой зоне МСК+1. Смещение применяемого времени относительно UTC составляет +4:00.

## Население
Динамика численности населения по годам:
| 1883 | 1889 | 1897 | 1910 | 1920 | 1922 | 1926 | 2002 |
| ---- | ---- | ---- | ---- | ---- | ---- | ---- | ---- |
| 44   | 85   | 80   | 170  | 232  | 149  | 208  | 10   |

| 2010 |
| ---- |
| 0    |

Национальный состав
Согласно результатам переписи 2002 года большинство населения составляли казахи (55 %) и чеченцы (27 %). В 1926 году немцы составляли 100 % населения.